# Michaela Pecháčková
Michaela Pecháčková (* 13. ledna 2004 Praha) je česká herečka. Proslavila se seriálem Ordinace v růžové zahradě 2, kde si zahrála dceru Beáty – Julii Tóthovou. Její velkou seriálovou rolí je v současnosti postava Sidonie „Sid“ Novotné v seriálu ZOO a ZOO Nové začátky.

## Život a kariéra
Odmaturovala na Mezinárodní konzervatoři v Praze, v oboru hudebně-dramatický obor herectví. Od dětství se věnuje herectví, sólovému zpěvu a tanci. Šest let závodně tancovala akrobatický rock n roll. Má ráda společenské tance, pantomimu, hraje na klavír, v zimě lyžuje a v létě jezdí na inlinech.
Od roku 2018 pravidelně hostuje v pražském divadle Semafor a před kamerami se poprvé objevila už jako pětiletá v roce 2009 v roli malé Aničky v televizním seriálu Přešlapy. Od roku 2022 hraje v muzikálech divadla Broadway.
Má sestru Nikolu, která hrála v pohádkovém filmu Jak si nevzít princeznu.

## Filmografie
| Rok  | Název                                            | Role                                       |
| ---- | ------------------------------------------------ | ------------------------------------------ |
| 2009 | Přešlapy                                         | malá Anička                                |
| 2014 | Tři bratři                                       | Husopaska                                  |
| 2016 | Přístav                                          | Anča Koblížková                            |
| 2017 | Přání k mání                                     | Johana                                     |
| 2018 | Skvrna                                           | Denisa                                     |
| 2019 | Jak si nepodělat život aneb až budou krávy lítat | Žákyně                                     |
| 2020 | Haunted                                          | Diana                                      |
| 2021 | Ordinace v růžové zahradě 2                      | Julia Tóthová                              |
| 2022 | Zoo                                              | Sidonie „Sid“ Anna Novotná                 |
| 2022 | Specialisté (154. díl)                           | Nina Karásková                             |
| 2025 | ZOO Nové začátky                                 | Sidonie Anna "Sid" Hrušková (roz. Novotná) |

## Divadelní role

### Divadlo Broadway
- 2025 – Mýdlový princ, role: Nikol Čížková
- 2025 – Lotrando a Zubejda, role: Zubejda
- 2022 – Okno mé lásky, role Sofie

### Divadlo Semafor
2018 – Alenka a Alice a voda živá, role: Alice